# 咸微风 (佛罗里达州)
咸微风（英語：Briny Breezes），是美国佛罗里达州下属的一座城镇。建立于1963年。面积约 为0.3平方公里（约合0.1平方英里）。根据2010年美国人口普查，该市有人口601人。论人口在本州排行第 361。